# Steinach (Ortenaukreis)
Steinach é um município da Alemanha, no distrito de Ortenaukreis, na região administrativa de Freiburg , estado de Baden-Württemberg.